# جين براون
جين براون (بالإنجليزية: Gene Brown)‏ هو سياسي أمريكي، ولد في 10 مايو 1933 في أوكالا في الولايات المتحدة، وتوفي بنفس المكان في 19 أغسطس 1996. انتخب عضو مجلس نواب فلوريدا (1970 – 1972).